# Улица Советов (Новороссийск)
Улица Сове́тов — главная улица города-героя Новороссийска. Изначально считалась главной улицей Новороссийска, на которой строились главные общественные здания. Расположена в Центральном районе города. Улица начинается развязкой с улицами Кутузовской и Анапское шоссе («Кутузовский круг») и заканчивается пересечением с улицей Толстого у парка Фрунзе.
На протяжении первой половины разделена вдоль сквером (Парковая аллея). Часть Парковой аллеи между улицей Свободы и улицей Новороссийской Республики называется сквером А. С. Пушкина. Между Дворцом культуры и зданием Администрации города на улице Советов расположена площадь Ленина. На пересечении улицы Советов и улицы Свободы расположена площадь Свободы.
По соответствующим праздничным дням на улице Советов проводятся парады и демонстрации, на площади Ленина устанавливается трибуна для властей и почётных гостей города.
На улице Советов существует единственный в городе подземный переход.

## История
Улица названа в честь Советов депутатов трудящихся, взявших власть в городе в результате революционных событий 1905 года. Улица получила это имя в 1920 году, ранее она называлась Серебряковской, по имени первого генерал-губернатора Л. М. Серебрякова.
В 1965 году после устройства Магистральной улицы улица Советов была продлена до Кутузовского круга.

## Здания и сооружения
Нечётная сторона:
- д. 9 — МУ Дворец Культуры
- д. 13:

1. Банк ВТБ24
2. Отделение почтовой связи № 24

- д. 37 — Кафе «Любо»
- д. 39 — Кафе-кондитерская «Леди Мармелад»
- д. 45 — МОУ ДОД Новороссийская художественная школа им. С. Д. Эрьзя
- д. 47 — РКЦ Новороссийска
- д. 49а — Кафе «Чайка»
- д. 53:

1. Новороссийский народный драматический театр им. Амербекяна
2. Планетарий им. Ю. А. Гагарина

- д. 55 — Стадион «Центральный»

Чётная сторона:
- д. 8 — ДОУ Детский сад № 51 «Тополёк»
- д. 10 — ФГУ Детская поликлиника № 1
- д. 14 — Новороссийское отделение Сбербанка России
- д. 18 — Администрация и Дума г. Новороссийска
- д. 24а — ТЦ «Плаза»
- д. 28 — Кафе «Баскин Роббинс»
- д. 36 — Новороссийское отделение почтовой связи (Городской почтамт)
- д. 38 — Кафе «Экватор»
- д. 40 — Выставочный зал ГУК Новороссийский исторический музей-заповедник
- д. 42 — Гостиница «Черноморская»
- д. 44:

1. Центральная библиотека им. Горького
2. Ресторан «Дублин»

- д. 48 — Автошкола РОСТО (ДОСААФ)
- д. 54 — Кафе «Минами»
- д. 58 — ГУК Новороссийский исторический музей-заповедник
- д. 66 — Кафе «Прего»
- д. 74 — Кафе «Акрополь»

## Памятники, монументы, скульптуры
На площади Ленина установлен памятник В. И. Ленину.
В Парковой аллее установлен памятник в честь 2000-летия Рождества Христова.
На площади Свободы установлен памятник «Воинам-освободителям».
В сквере А.С. Пушкина расположены:
- Бюст В. К. Коккинаки
- Скульптура «Незнакомка»
- Памятник А. С. Пушкину
- Бюст Е. Я. Савицкого

У пересечения с улицей Советов на улице Новороссийской Республики установлен памятник «Новороссійская республика».
На площади рядом с культурно-развлекательным центром «Максимус» (ул. Советов, 42) в феврале 2019 года открыт памятник Евгению Волкову — губернатору Черноморской губернии.

## Транспорт
По улице Советов проходит значительная часть основных маршрутов городского общественного муниципального (МУП "МПТН") и частного маршрутного транспорта других перевозчиков :
- Автобусы (муниципальные): № 8М, 10М, 12М, 22М, 23М, 41М.
- Троллейбусы: № 1, 6, 7, 10, 11, 12, 14.
- Автобусы малого типа (маршрутки): № 1А, 2, 6А, 7А, 8, 10, 11А, 14А, 17, 18, 19, 20, 21, 22, 24, 25, 27, 28, 30, 31, 32, 34.

## Пересекает следующие улицы
С северо-запада на юго-восток (по нумерации домов):
- Кутузовская улица и Анапское шоссе
- улица Верейского
- улица Бирюзова
- улица Леднёва
- улица Свободы
- улица Рубина
- Мичуринский переулок
- улица Новороссийской Республики
- улица Революции 1905 года
- улица Новороссийских Партизан
- улица Цедрика
- улица Толстого